# Федір Осипович Осипов
Федір Осипович Осипов — полковник Охтирський, наказний полковник та полковий писар.

## Життєпис
Народився в сім'ї козака Осипа , який імовірно переселився з січі. Приблизна дата народження 1650-1660 роки.
В 1690 році становиться Полковим писарем, а в 1694 наказним полковником при І.І Перекрестові.Уже в 1704 році становиться Охтирськими полковником. Федора вважають одним із найкращих полковників, він був розумний, практичний та досвідчений лідер.
Але уже в 1711 році він померає, у тому ж році новим полковником вибирають його сина Максима.